# Fabienne Serrat
Fabienne Serrat (* 5. Juli 1956 in Le Bourg-d’Oisans) ist eine ehemalige französische Skirennläuferin. Sie gehörte in den 1970er und zu Beginn der 1980er Jahre zu den erfolgreichsten Rennläuferinnen im Skiweltcup.

## Karriere
Den ersten Höhepunkt ihrer langen Karriere feierte sie als 17-Jährige bei den Weltmeisterschaften 1974 in St. Moritz, als sie sowohl im Riesenslalom, in welchem sie die Deutsche Traudl Treichl besiegte und auf Platz 2 verwies, als auch in der Kombination, in welcher sie Hanni Wenzel (Platz 2) und Monika Kaserer (Platz 3) bezwang, die Goldmedaille gewann. Eine Bronzemedaille in der Alpinen Kombination gewann sie bei den Weltmeisterschaften 1978 in Garmisch-Partenkirchen.
Während vieler Jahre erzielte sie konsequent Podestplätze in Slalom und Riesenslalom. Bei den Olympischen Spielen 1980 in Lake Placid verlor sie gegen ihre Landsfrau Perrine Pelen den Kampf um Bronze im Riesenslalom knapp. Im Skiweltcup gewann sie drei Rennen, erreichte 16 Mal einen zweiten und 18 Mal einen dritten Platz. Von 1973 bis 1983 wurde sie 13-mal französische Meisterin.
1984 trat Fabienne Serrat zurück. Sie ist mit dem ehemaligen Schweizer Skirennläufer und Gesamtweltcupsieger Peter Lüscher verheiratet. Gemeinsam haben sie eine Tochter und einen Sohn.

## Erfolge

### Olympische Spiele
(zählten zugleich als Weltmeisterschaften)
- Innsbruck 1976: 21. Abfahrt
- Lake Placid 1980: 4. Riesenslalom

### Weltmeisterschaften
- St. Moritz 1974: 1. Riesenslalom, 1. Kombination, 4. Slalom, 10. Abfahrt
- Garmisch 1978: 3. Kombination, 5. Slalom, 6. Riesenslalom
- Schladming 1982: 5. Riesenslalom, 10. Slalom

### Weltcupwertungen
- Saison 1973/74: 5. Gesamtwertung, 2. Riesenslalomwertung, 3. Slalomwertung
- Saison 1974/75: 5. Gesamtwertung, 2. Riesenslalomwertung, 5. Slalomwertung
- Saison 1975/76: 7. Gesamtwertung, 4. Slalomwertung, 5. Riesenslalomwertung
- Saison 1976/77: 9. Gesamtwertung, 7. Slalomwertung, 8. Riesenslalomwertung
- Saison 1977/78: 4. Gesamtwertung, 3. Slalomwertung, 5. Riesenslalomwertung
- Saison 1978/79: 6. Gesamtwertung, 3. Slalomwertung, 5. Riesenslalomwertung
- Saison 1979/80: 6. Gesamtwertung, 6. Riesenslalomwertung, 6. Kombinationswertung, 7. Slalomwertung
- Saison 1980/81: 10. Gesamtwertung, 5. Kombinationswertung, 5. Slalomwertung
- Saison 1981/82: 8. Riesenslalomwertung
- Saison 1982/83: 6. Riesenslalomwertung

### Weltcupsiege
| Datum             | Ort               | Land       | Disziplin    |
| ----------------- | ----------------- | ---------- | ------------ |
| 25. Januar 1974   | Badgastein        | Österreich | Riesenslalom |
| 17. Dezember 1975 | Cortina d’Ampezzo | Italien    | Slalom       |
| 13. Dezember 1980 | Piancavallo       | Italien    | Slalom       |

Außerdem gewann sie am 19. Dezember 1971 den Europacup-Slalom in Schladming und am 23. November 1983 den nur zum Nationencup zählenden Riesentorlauf bei den World Series of Skiing in Bormio.

### Französische Meisterschaften
- 13-fache französische Meisterin:
  - 1 × Abfahrt (1978)
  - 6 × Riesenslalom (1973, 1975, 1977, 1978, 1979 und 1983)
  - 2 × Slalom (1974 und 1978)
  - 3 × Kombination (1975, 1978 und 1979)
  - 1 × Parallelslalom (1979)